# World Miss University
World Miss University (Koreański: 월드 미스 유니버 시티) – międzynarodowy konkurs piękności organizowany co roku w Seulu, w Korei Południowej od 1986 roku, ze średnią około 40 uczestników każdego roku.

## Zwyciężczynie
| Rok  | Imię i nazwisko                 | Państwo           | Miejsce    |
| ---- | ------------------------------- | ----------------- | ---------- |
| 1986 | Rosalie van Breemen             | Holandia          | Seul       |
| 1987 | Chio Yun-hee                    | Korea             | Seul       |
| 1988 | Kathryn Elizabeth Coonz         | Stany Zjednoczone | Seul       |
| 1989 | Priyadarshini Pradhan           | Indie             | Seul       |
| 1990 | Ekaterina Parfenova             | ZSRR              | Seul       |
| 1991 | Celeste Weaver                  | Stany Zjednoczone | Seul       |
| 1992 | Heiðrún Anna Björnsdóttir       | Islandia          | Seul       |
| 1993 | Ewa Wachowicz                   | Polska            | Seul       |
| 1994 | —                               | —                 | —          |
| 1995 | Birgitta Ína Unnarsdóttir       | Islandia          | Seul       |
| 1996 | Laura García                    | Hiszpania         | Seul       |
| 1997 | Jang Jie-hun                    | Korea Południowa  | Seul       |
| 1998 | —                               | —                 | —          |
| 1999 | —                               | —                 | —          |
| 2000 | Renatan Fan                     | Brazylia          | Seul       |
| 2001 | Eleni Pechlivanidi              | Grecja            | Seul       |
| 2002 | —                               | —                 | —          |
| 2003 | Ayusha Shrestha                 | Nepal             | Seul       |
| 2004 | Julija Djadenko                 | Litwa             | Shenzhen   |
| 2005 | Jade Collins                    | Nowa Zelandia     | Seul       |
| 2006 | Cristiana Frixione              | Nikaragua         | Seul       |
| 2007 | Aleksandra Plemic               | Niemcy            | Seul       |
| 2008 | Sarnai Amar                     | Mongolia          | Shenzhen   |
| 2009 | Cho Eun-ju                      | Korea Południowa  | Seul       |
| 2010 | Katie Farr                      | Anglia            | Seul       |
| 2011 | Siria Ysabel Bojórquez          | Stany Zjednoczone | Seul       |
| 2012 | Mia Hasanagic                   | Dania             | Seul       |
| 2014 | Karina Stephania Martin Jiménez | Meksyk            | Seul       |
| 2016 | Kelin Poldy Rivera Kroll        | Peru              | Pekin      |
| 2017 | Claudia Moras Baez              | Kuba              | Phnom Penh |
| 2018 | Adriana Moya                    | Kostaryka         | Seul       |
| 2019 | Nguyễn Thị Thanh Khoa           | Wietnam           | Czedżu     |